# Protokollen om miljøbeskyttelse af Antarktis
Protokollen om miljøbeskyttelse af Antarktis (Miljøprotokollen for Antarktis) udpeger Antarktis til et naturreservat viet fred og videnskab og forpligter parterne til en omfattende beskyttelse af miljøet i Antarktis og tilknyttede økosystemer. Miljøprotokollen blev underskrevet i efteråret 1991 og trådte i kraft 14. januar 1998, da den var blevet ratificeret af alle konsultative medlemmer af Antarktistraktaten.
Protokollen fastlægger flere vigtige miljøprincipper:
- Begrænsning af aktiviteters ugunstige miljøpåvirkninger
- Prioritering af videnskabelig forskning
- Udførelse af grundige konsekvensanalyser af al planlagt aktivitet
- overvågning af pågående aktiviteter

Miljøprotokollen forpligter parterne til at samarbejde om planlægning og gennemførelse af aktiviteter i Antarktis. Protokollen fastslår også forbud mod al kommerciel mineraludvinding i 50 år fremover.
Protokollen indeholder seks bilag:
- Anneks I: Vurdering af miljøkonsekvenser
- Anneks II: Beskyttelse af fauna og flora i Antarktis
- Anneks III: Disponering og håndtering af affald
- Anneks IV: Bekæmpelse af marin forurening
- Anneks V: Områdebeskyttelse og forvaltning
- Anneks VI: Ansvar i forbindelse med miljøkriser (Liability arising from Environmental Emergencies)